# Williamson Head
Williamson Head är en udde i Antarktis. Den ligger i Östantarktis. Australien gör anspråk på området.
Terrängen inåt land är kuperad söderut. Havet är nära Williamson Head norrut. Trakten är obefolkad. Det finns inga samhällen i närheten.